# チャンピオン (スポーツ衣料)
チャンピオン（Champion）は、アメリカ合衆国のスポーツ衣料メーカー。1919年創業。1989年よりヘインズブランズ（当時はサラリーコーポレーション）、2024年よりオーセンティック・ブランズ・グループの傘下となっている。
Tシャツ、ポロシャツ、パーカー、ショーツ、スウェット、ジャケット、スポーツブラ、スカートなどを発売している。

## 歴史
1919年にサイモン・フェインブルーム兄弟（The Feinbloom Brothers）によって、「Champion Athleticwear」としてニューヨーク州ロチェスターで設立された。当初はセーターを発売していたがサイモンが亡くなった後、1920年に彼の息子たちがTシャツ、靴下、防寒用の下着などを販売、1924年にはミシガン大学により同社のスウェットシャツが採用され、その後全米各地に同社製品が広まるきっかけとなった。1938年には同社のリバースウィーブが特許を獲得した。
メッシュのシャツを最初に開発、パーカー、スポーツブラ（1977年）なども他社に先駆けて開発している。スポーツブラのサイズは32Aから44DDDまでを備えている。1967年に社名が｢チャンピオン・ニットウェア・カンパニー」から「チャンピオン・プロダクツ社」に改められた。1969年に現在も利用されているロゴマークができあがる。
1989年にサラリーコーポレーションの傘下に入り、ノースカロライナ州ウィンストン・セーラムに本社を移した。1992年にはバルセロナオリンピックに出場する「ドリームチーム」の公式ユニフォームサプライヤーとなり、1994年リレハンメルオリンピックのアメリカ合衆国選手団の公式ユニフォームサプライヤー、同年のバスケットボール世界選手権でのドリームチームII、1996年のアトランタオリンピックでのドリームチームIIIのユニフォームも提供した。NBAの全チームとの間で2000年まで、NFLの全チームとの間で1999年から2000年までレプリカジャージのライセンス契約を結んでいた。
2011年5月、ウサーマ・ビン・ラーディンの死に狂喜するアメリカ国民の行動に疑問を感ずるコメントをTwitter上で行ったピッツバーグ・スティーラーズのラシャード・メンデンホールに対して同社を代表する人物としてふさわしくないとこれまで結んでいたスポンサー契約を解除した。なお、メンデンホールの発言に対してはスティーラーズの球団社長、アート・ルーニー2世や、同僚のジェームズ・ファリアーから理解しがたい、軽率な振る舞いであったと苦言を呈されている。
2023年、ヘインズブランズはチャンピオンの売却を検討していると発表した。2024年4月、アメリカのブランド管理会社オーセンティック・ブランズ・グループ（en:Authentic Brands Group、ABG）がヘインズブランズから「チャンピオン」を10億ドル強で買収することに非公式に合意したと報じられた。2024年6月5日、ABGがヘインズブランズからチャンピオンを12億ドルで買収することで合意したと発表した。

## 日本市場
日本では1975年にゴールドウインが契約を結び一時は200億円以上の売り上げを記録したが2011年現在は数十億円の売り上げとなっている。
日本で行われた2006年バスケットボール世界選手権でもオフィシャルスポンサーを務め、およそ4500人に及ぶ大会ボランティアへのスタッフウェアが代理店の日本サラ・リー（現・ヘインズブランズ ジャパン）より配布された。
2010年3月6日、大阪市西区に直営店としては宇都宮市、札幌市に次いで3店目、初の路面店が開店、その後同年3月20日に福岡店、9月17日には新潟市中央区新潟店（路面店）、2011年2月26日には東京都渋谷区神宮前に原宿店（路面店）がオープンした。
2011年3月11日に起きた東北地方太平洋沖地震に伴う東日本大震災の被災者に対して米ヘインズブランズ社、ヘインズブランズ ジャパン社などの一員としておよそ2.2億円の衣料品の寄付を行った。
スポーツ流通を取り扱っていたゴールドウインとのライセンス契約が2015年12月に終了となり、2016年3月にヘインズブランズ ジャパンに事業譲渡された。

## 主なスポンサー契約先
- シカゴ・ブルズ
- シンシナティ・ベンガルズ
- バッファロー・ビルズ
- ニューヨーク・ジェッツ
- ニューオーリンズ・セインツ
- バスケットボールギリシャ代表（2009年-）[22]
- バスケットボールアメリカ合衆国代表（1992年-2000年）
- バスケットボールカナダ代表（-2000年）
- ウィガン・アスレティックFC（2008年-2009年）
- パルマFC（1999年-2004年）中田英寿
- サッカーウェールズ代表（2008年-2010年）

## 定番モデル
- S101 - リバースウィーブの米国流通モデル
- T1011 - 通称、ティー・テンイレブン。7.1オンスのヘビーウェイトTシャツ。